# Klaus Killisch
Klaus Killisch (* 11. September 1959 in Wurzen) ist ein zeitgenössischer bildender Künstler. In nationalen und internationalen Ausstellungen wurden seine Werke u. a. auf der Biennale di Venezia, dem Museum Folkwang und der Neuen Nationalgalerie in Berlin gezeigt.

## Leben
Killisch studierte von 1981 bis 1986 Malerei bei Heinrich Tessmar und Dieter Goltzsche an der Kunsthochschule Berlin-Weißensee. Seitdem arbeitet er als freischaffender Künstler. Er war bis 1990 Mitglied des Verbands Bildender Künstler der DDR und hatte in der Zeit der DDR Einzelausstellungen und Beteiligungen an Gruppenausstellungen im In- und Ausland, u. a. 1987/1988 an der X. Kunstausstellung der DDR in Dresden.
Durch Stipendien oder im Rahmen von Projekten lebte und arbeitete Klaus Killisch für längere Zeit in Frankreich, Italien, Irland, Japan und den USA. Er nahm kurz nach der deutschen Wiedervereinigung 1990 an der Gruppenausstellung L’autre Allemagne hors les murs in der Grande Halle de la Villette in Paris teil. Noch im selben Jahr stellte er mit anderen Berliner Künstlern im deutschen Pavillon auf der Biennale in Venedig aus.
Mit der Wanderausstellung „Berlin Art Scene“ war Killisch 1991 im Sezon Museum of Art in Tokio, und zwei Jahre später in der National Museum Art Gallery in Singapur und im Hong Kong Museum of Art. Die Ausstellungen fanden in Kooperation und mit Unterstützung des Goethe-Instituts statt. In den späten 1990ern hatte er viele Ausstellungen in Galerien und Museen in Berlin, Leipzig, Frankfurt am Main und Bonn.
2001 war Klaus Killisch in einer Ausstellung der German House Gallery in New York zu sehen, zum ersten Mal in den USA. Im Jahr darauf zeigte ihn das Goethe-Institut in Washington, D.C. In San Antonio war er 2004 in der Galerie der SAPL Foundation im Rahmen der Ausstellung „Art in Berlin“ vertreten. Das im Jahre 2006 gestartete internationale Kunstprojekt „Collective Task“ vereint über 25 Künstler aus verschiedenen Ländern in einem gemeinsamen Aufgabenzirkel. Killisch war Gründungsmitglied der Gruppe. 2012 präsentierte die „Collective Task“-Gruppe im Museum of Modern Art in New York ihr Projekt. Im Juni 2014 organisierte die Literaturwerkstatt das Poesiefestival Berlin und Killisch und andere „Collective Task“-Künstler traten auf.
Bedeutende Einzelausstellungen Killischs waren 1999 in der Tokioer „Plaza Gallery“, sowie „A Long Strange Trip“, eine Hommage an die Band Grateful Dead im Museum Junge Kunst in Frankfurt Oder u. v. a.
Klaus Killisch lebt und arbeitet in Berlin.

## Werk
Laut dem Berliner Kunstkritiker Christoph Tannert ist Killischs Werk von unterschiedlichen kulturellen Strömungen beeinflusst. So verbinden viele seiner Werke Einflüsse aus der Literatur, Popmusik, Modefotografie und moderner Malerei zu einem Gesamtkunstwerk. Dieses geschehe beispielsweise mit dem Verbinden von Acrylfarben, Öl, Collagen und LPs auf der großformatigen Leinwand.
Wie groß seine Bewunderung für Bands wie Grateful Dead, aber auch Can waren, zeigte Killisch in Großprojekten und Ausstellungen. So war er Teil der Ausstellung „HALLELUHWAH!  Homage à CAN“ in Berlin und Stuttgart.
Der New Yorker Dichter Robert Fitterman schrieb über Killisch und sein Werk: „One of the many contributions that Klaus Killisch’s artwork brings to the conversation about recombining, freestlye collage is the absolute joy he takes in recovering the iconic markers of our shared cultural history.“

## Einzelausstellungen (Auswahl)
- 2022: Berlin, Stadtmuseum / Nikolaikirche, „fragments“
- 2019: Berlin, Lage Egal, „MÄDCHEN MIT SCHALLPLATTE“
- 2018: Chemnitz, Weltecho, „endless rhythm“
- 2018: Berlin, Galerie Tore Suessbier,
- 2018: San Antonio, USA, Mexican Cultural Institute, „Kunst | Arte: A Dialogue“ (mit Alejandro Colunga)
- 2016: Potsdam, Galerie KUNST-KONTOR, „ICH und ICH“, Sabine Herrmann und Klaus Killisch
- 2020: Berlin, Paul-Gerhardt-Kirche, „Glaube.Liebe.Revolution.“
- 2015: Kunstmuseum Dieselkraftwerk Cottbus, „Bonjour Tristesse“
- 2015: Berlin, Galerie Jochen Hempel, „this is not a love song“
- 2012: Berlin / New York, „Lividity“, Projekt mit Kim Rosenfield
- 2011: Heringsdorf, Kunstpavillon, „Im Zeitstrom verschollen – Hommage à Ciurlionis“
- 2009: Frankfurt/O, Museum Junge Kunst, „A LONG STRANGE TRIP“
- 2008: Berlin, Kulturpark Kladow, „FROM HAIR TO ETERNITY“
- 2007: Berlin, Guardini Galerie, PANDORA MOTEL (mit Mikael Eriksson)
- 2007: Berlin, Galerie Pankow, „DONT LOOK BACK“
- 2005: Berlin, raum5, „HAIR“
- 2004: Rheinsberg, Hotel am See
- 2001: Berlin, Village Cinemas, „7Bilder 7Western“
- 2000: Malmö, Galerie PingPong, „Perfect World“
- 1999: Tokyo, Plaza Gallery
- 1998: Berlin, Kulturbrauerei, „Antike Welten“
- 1995: Jyväskylä, Finnische Bank, Winter Festival
- 1993: Frankfurt am Main, Dresdner Bank, (mit Sabine Herrmann)
- 1993: Berlin, Dogenhaus Galerie / Galerie im Kabinett, „Verlorenes Paradies“
- 1991: Leipzig, Galerie im Kraftwerk, „Das Gewitter“, Adaption zu Jakob Becker, (mit Neo Rauch)
- 1988: Berlin, Galerie Passage (mit Beate Palucka-Alvarez, Suse Rast und Sabine Herrmann)
- 1987 und 1989: Leipzig, Galerie EIGEN+ART[10]

## Gruppenausstellungen (Auswahl)
- 2023: Berlin, Hamburger Bahnhof, „Nationalgalerie. Eine Sammlung für das 21. Jahrhundert“
- 2015: Berlin, Künstlerhaus Bethanien, „PASSION. Fanverhalten und Kunst“
- 2015: Frankfurt (Oder), Museum Junge Kunst, „DDR Expressiv – Die 80er Jahre“
- 2015: Reutlingen, Kunstverein Reutlingen, „WELTENWECHSEL“
- 2014: Kunstmuseum Dieselkraftwerk Cottbus, „WELTENWECHSEL“
- 2013: Annaberg-Buchholz, Kunstkeller Annaberg, „Vogelfrühling“
- 2012: Berlin, Galerie Pankow, „Apokalypse & Utopie“
- 2012: Frankfurt (Oder), Museum Junge Kunst,  „Neuerwerbungen“
- 2012: Jena, Städtisches Museum, „Wunschbilder“, Neuerwerbungen
- 2012: New York, Museum of Modern Art, „Modern Poets: Collective Task“
- 2011: Berlin, Künstlerhaus Bethanien, „Halleluhwah! Hommage à CAN“
- 2011: Stuttgart, Abtart Galerie, „Halleluhwah! Hommage à CAN“
- 2011: Tokyo, Tokyo Art Museum, „Passion“
- 2010: New York, German House, „Enticing Ephemera from the literary & art scene in East Berlin“
- 2010: Syke, Vorwerk, „Von Narrenschiffern und anderen Utopisten“
- 2010: Jena, Stadtmuseum, „POESIE DES UNTERGRUNDS“
- 2009: Berlin, Stadtmuseum, Ephraim-Palais, „FALLMAUERFALL“
- 2009: Berlin, Galerie Pankow, „blick zurück nach vorn“
- 2009: Rheinsberg, Kurt-Tucholsky-Literaturmuseum, „POESIE DES UNTERGRUNDS“
- 2008: Frankfurt/O, Museum Junge Kunst, „Standpunkte II“
- 2008: Lübben, aquamediale 4
- 2007: Berlin, Landesmuseum Berlinische Galerie, „NEUERWERBUNGEN“
- 2004: San Antonio/USA, SAPL Foundation, „Art in Berlin“
- 2003: Berlin, Neue Nationalgalerie, „Kunst in der DDR“
- 2002: Washington, Goethe-Institut
- 2002: Leipzig, Museum der bildenden Künste Leipzig, „Wahnzimmer“
- 2002: Essen, Folkwang Museum, „Klopfzeichen, Kunst und Kultur der 80er Jahre in Deutschland“
- 2001: Philadelphia, Berman Museum
- 2001: New York, German House Gallery
- 2000: Tokyo, Plaza Gallery, „Shadows of Desire“
- 2000: Budapest, Kunsthalle, „Sammlung der Berlinischen Galerie“
- 2000: Berlin, Kulturbrauerei, „Shadows of Desire“
- 1999: Larissa/Griechenland, Museum für Moderne Kunst, „Allegorie der Materie“
- 1999: Berlin, Adenauerstiftung, „89 X 98“
- 1998: Bonn, Kunst- und Ausstellungshalle der BRD, „100 Jahre Kunst im Aufbruch“
- 1998: Berlin, Großer Wasserspeicher, „Sphinx im Magnetberg“
- 1998: Athens, Ohio University, „Contemporary German Book Art“
- 1997: Strasbourg, La Laiterie, „Regards sur le Prenzlauer Berg“
- 1997: Frankfurt am Main, Galerie Rothe, „SCENEausschnitte Berlin“
- 1996. Frankfurt/O, Museum Junge Kunst, Kunst der 80er und 90er Jahre
- 1996: Bonn, Kunstmuseum, „Deutscher Kunstpreis“ der Volks-& Raiffeisenbanken
- 1995: Leipzig, Galerie Dogenhaus, „Von Killisch bis Kirchner“
- 1995: Frankfurt am Main, Schirn Kunsthalle Frankfurt, Auf Papier-Kunst des 20. Jahrhunderts aus der Deutschen Bank
- 1994: Leipzig, Kunsthalle Elsterpark, „THE PRESENT ORDER“
- 1993: Singapore, Museum of Art, „Berlin Art Scene“
- 1993: Hong Kong Museum of Art, „Berlin Art Scene“
- 1992: Sunderland, Northern Centre for Contemporary Art, „Turning Points“
- 1992: Hiroshima, City Museum of Contemporary Art, „Berlin Art Scene“
- 1991: Tokyo, Sezon Museum of Art, „Berlin Art Scene“
- 1991: Graz, Landesmuseum Joanneum, „Trigon 8×2 aus 7“
- 1991: Dublin, The Hugh Lane Municipal Gallery, „Berlin!“
- 1990: Venedig, Biennale, „Ambiente Berlin“
- 1990: Paris, La Grande Halle de la Villette, „L’autre Allemagne hors les murs“
- 1989: Havanna/Berlin, Nationalmuseum und Nationalgalerie, „Junge Künstler der DDR und Cubas“
- 1989: Berlin/W, Künstlerhaus Bethanien, „Zwischenspiele“[11]